# Jan Albrecht (biochemik)
Jan Albrecht (ur. 22 czerwca 1944 w Warszawie) – polski profesor nauk medycznych, biochemik, cytolog, neurobiolog. 
W 1966 roku ukończył studia na Wydziale Biologii Uniwersytetu Warszawskiego. Następnie (1966-1970) odbył studia podyplomowe w Instytucie Biochemii Uniwersytetu w Lejdzie. 
W latach 1976–1978 przebywał na stażu naukowym w Rochester (Minnesota), w USA.
Specjalizuje się w zagadnieniach z zakresu biologii medycznej. Prowadzi badania nad mechanizmami zaburzeń funkcji neuroprzekaźników w encefalopatii wątrobowej i rolą glutaminy w rozwoju glejaka. W 2007 r. został członkiem korespondentem, a w 2019 r. członkiem rzeczywistym Polskiej Akademii Nauk. Jest również członkiem czynnym Polskiej Akademii Umiejętności oraz Warszawskiego Towarzystwa Naukowego. Pracownik naukowy Instytutu Medycyny Doświadczalnej i Klinicznej im. Mirosława Mossakowskiego PAN, zasiadał w Centralnej Komisji do Spraw Stopni i Tytułów.
Doktoryzował się w 1970 roku na Uniwersytecie w Lejdzie, dziesięć lat później habilitował się. Stopień profesora nauk medycznych nadano mu w 1992 roku.
Kilkakrotnie uhonorowany nagrodą subsydialną „Mistrz” Fundacji Nauki Polskiej. W 2006 r. otrzymał Nagrodę Prezesa Rady Ministrów za wybitne osiągnięcia naukowe, a w 2021 r. Nagrodę naukową prezesa PAN za szczególne osiągnięcia.
W latach 2011–2014 był członkiem Prezydium PAN oraz Przewodniczącym Rady Kuratorów Wydziału V Nauk Medycznych PAN. 